# Saturnales (Macrobio)
Las Saturnales (en latín, Saturnalia) son una obra del escritor y gramático romano Macrobio, escritas en torno al 384-395 o 430-440.

## Contenido
Se trata de un simposio literario incompleto en siete libros, donde en medio de los tres días de fiestas saturnales del año 384 doce eruditos romanos, uno de ellos el gramático Servio, deciden encerrarse, para celebrar tres banquetes literarios, en las casas de los senadores romanos Vetio Agorio Pretextato, Virio Nicómaco Flaviano y Quinto Aurelio Símaco, dialogando en especial sobre Virgilio, pero también sobre tradiciones y antigüedades romanas, filosofía, gramática, curiosidades y anécdotas. La obra, en suma, es un homenaje a la vieja Roma pagana ante el empuje del cristianismo triunfante.
El primer libro está dedicado a una investigación sobre el origen de las Saturnalia o fiestas saturnales y las Agonalia del dios Jano, lo que conduce a una discusión histórica sobre el calendario romano y a un intento de derivar todas las formas de adoración del culto solar. El segundo libro comienza con una colección de bons mots o contestaciones célebres a la que todos los presentes hacen contribuciones, muchas de ellas atribuidas a Cicerón y al emperador Octavio Augusto; luego parece haber tenido lugar una discusión sobre varios placeres, especialmente de los sentidos, pero casi todo se ha perdido. Los libros tercero, cuarto, quinto y sexto están dedicados a Virgilio, ocupándose respectivamente de su conocimiento de las cuestiones religiosas, de su habilidad retórica para conseguir efectos patéticos, de su deuda con Homero (más una comparación del arte de ambos) y con otros escritores griegos, y la naturaleza y el alcance de sus préstamos de los primeros poetas latinos. La última parte del tercer libro empieza con una disertación sobre el lujo y las leyes suntuarias destinadas a controlarlo que probablemente es una parte dislocada del libro segundo. El séptimo consiste en gran parte en una discusión de varias preguntas sobre cuestiones médicas y naturales, algunas tan pintorescas como Ovumne prius fuerit an gallina? / ¿Fue primero el huevo o la gallina?.

## Estructura
- Libro I: Carta a su hijo. Presentación de la obra. 1. Prólogo. 2. Conversación entre Decio y Postumiano. 3. La división del día. 4. Cuestiones de gramática. 5. Sobre el uso de los arcaísmos. 6. El origen del nombre Pretextato. 7. Origen de las Saturnales. 8. El templo de Saturno y características de este dios. 9. Características del dios Jano. 10. Características de las Saturnales. 11. Sobre el trato a los esclavos. 12. El calendario primitivo de Rómulo. 13. La reforma del calendario de Numa. 14. La reforma de Julio César. 15. Calendas, nonas e idus. 16. Las celebraciones del mes. 17. Las advocaciones divinas del Sol. 18. Sobre el dios Líbero. 19. Sobre Marte y Mercurio. 20. Sobre Esculapio y Hércules. 21. Adonis y Venus, Isis y Osiris, los signos del Zodíaco. 22. Némesis, Pan y Saturno. 23. Júpiter. 24. Sobre el valor de la obra de Virgilio.
- Libro II: 1. La conversación adecuada tras el banquete. 2. Anécdotas de personajes famosos. 3. Las anécdotas de Cicerón. 4. Anécdotas de Augusto. 5. Anécdotas de Julia. 6. Otras anécdotas. 7. Autores de mimo y actores de pantomima. 8. Los postres y los placeres de los sentidos.
- Libro III: 1. Rituales de purificación. 2. Sobre las ofrendas. 3. Sagrado, profano, santo y religioso. 4. Santuario [=delubrum] y Penates. 5. Víctimas de los sacrificios. 6. Rituales sagrados. 7. Presagios y sacrificios humanos. 8. Costumbre [=mos] frente a tradición [=consuetudo]. 9. Devotio: maldición de ciudades y ejércitos. 10. Sacrificios con un toro. 11. Sobre las libaciones. 12. Los salios y Hércules. 13. El lujo entre los romanos. 14. La afición al baile de los antiguos romanos. 15. El gusto de los romanos por las morenas. 16. Pescados más exquisitos de la mesa romana. 17. Las leyes suntuarias. 18. Frutos clasificados por el término nux. 19. Frutas. 20. Higos.
- Libro IV: 1. Patetismo. 2. Sobre los discursos patéticos. 3. Patetismo por edad, indignación, debilidad, lugar y tiempo. 4. Patetismo por causa, modo y materia. 5. Patetismo por símil. 6. Patetismo por medio de otras figuras.
- Libro V: 1. Virgilio y los cuatro estilos de elocuencia. 2. Comparación entre Homero y Virgilio. 3. Comparación verso a verso entre Homero y Virgilio. 4. Fuentes homéricas de la Eneida I. 5. Fuentes homéricas de la Eneida II. 6. Fuentes homéricas de la Eneida III y IV. 7. Fuentes homéricas de la Eneida V y VI. 8. Fuentes homéricas de la Eneida VII y VIII. 9. Fuentes homéricas de la Eneida IX. 10. Fuentes homéricas de la Eneida X y XI. 11. Virgilio supera a Homero. 12. Virgilio se equipara a Homero. 13. Virgilio es inferior a Homero. 14. Virgilio imita incluso los defectos de Homero. 15. Catálogo de tropas. 16. Narraciones, sentencias y fortuna. 17. Innovaciones, Píndaro como modelo, Apolonio de Rodas y el uso del griego. 18. Otros modelos griegos de Virgilio. 19. Virgilio y la tragedia griega. 20. Sobre Gárgaro. 21. Nombres de copas. 22. Otros préstamos del griego.
- Libro VI: 1. Versos tomados de autores latinos. 2. Pasajes tomados de autores latinos. 3. Autores latinos intermediarios de Homero. 4. Uso de palabras o expresiones arcaicas o prestadas. 5. Epítetos. 6. Figuras. 7. Vexasse, inlaudatus y squalere. 8. Lituus, maturare y vestibulum. 9. Bidentes y eques.
- Libro VII: 1. Sobre la presencia de la filosofía en los banquetes. 2. Sobre la forma de interrogar. 3. Sobre la acusación. 4. Sobre la digestión. 5. Refutación a Disario: utilidad de la comida variada. 6. Naturaleza del vino. 7. La naturaleza del cuerpo femenino; y del mosto. 8. Características de diversos alimentos. 9. Sobre el movimiento circular y los sentidos. 10. Sobre la canicie y la calvicie; el timbre femenino. 11. Sobre el rubor y la palidez. 12. Sobre los líquidos. 13. Sobre los anillos y el lavado de la ropa. 14. La percepción ocular. 15. Diferencia entre la respiración y la digestión. La relación entre filosofía y medicina. 16. ¿Fue antes el huevo o la gallina? Sobre la putrefacción.[2]